# Médaille du lieutenant-gouverneur
La médaille du lieutenant-gouverneur est une médaille honorifique remise à des individus par le lieutenant-gouverneur du Québec. La première médaille fut frappée en 1884. Il y a trois types de médaille, en bronze pour la jeunesse, en argent pour les séniors, et en or pour les individus ayant fait des actes remarquables. La remise se fait lors d'une cérémonie de type militaire.

## Médaille de bronze pour la jeunesse
Il y a différents critères auxquels doivent répondre les individus pour être admissibles à cette médaille : 
- être résident du Québec,
- avoir moins de 30 ans,
- être étudiants dans un des différentes établissements d'enseignements du Québec,
- atteindre les exigences de son programme d'étude,
- faire preuve de dépassement de soi, dans l'implication social ou communautaire.

Un individu ne peut recevoir plus qu'une médaille pour la jeunesse dans sa vie, cette dernière pouvant être décernée à titre posthume.

## Médaille d'argent pour les aînés
Tout comme pour les différentes autres médailles, il y a différents critères à respecter :
- avoir la citoyenneté Canadienne,
- avoir plus de 65 ans,
- être actif dans sa communauté, bénévolement après 64 ans.

## Médaille d'or
Cette médaille est l'une des plus importantes décernée, par sa nature, elle récompense un/des individus ayant accompli des actes particulièrement remarquables selon les critères déterminés par le lieutenant-gouverneur.